# San Rafael (Iloilo)
San Rafael ist eine philippinische Stadtgemeinde in der Provinz Iloilo. Sie hat 16.532 Einwohner (Zensus 1. August 2015).

## Baranggays
San Rafael ist politisch in neun Barangays unterteilt.
- Aripdip
- Bagacay
- Calaigang
- Ilongbukid
- Poscolon
- San Andres
- San Dionisio
- San Florentino
- Poblacion